# Gwanhonsangje
I Gwanhonsangje (관혼상제?, 冠婚喪祭?) sono i quattro riti di passaggio più importanti nella cultura coreana: la cerimonia che celebra il raggiungimento della maggiore età (Gwallye, 관례?), il matrimonio (Hollye, 혼례?), il funerale (Sangnye, 상례?) e i riti funerari per onorare gli antenati (Jerye, 제례?). Il termine è stato coniato unendo la prima sillaba del nome di ogni rito.

## Storia
La parola Gwanhonsangje venne usata per la prima volta nel libro classico Yegi, e da allora è stata usata in molte altre opere che descrivono vari riti. Matrimoni simili e altre pratiche sono state osservate dal periodo dei Tre Regni, anche se non è chiaro se il concetto di cerimonia nuziale confuciana si sia affermato proprio a quel tempo. Esistono brevi registrazioni di matrimoni e pratiche che ricordano la tradizione cinese, ma non è chiaro come effettivamente venissero celebrati.

### Tre Regni
Nel regno di Goguryeo si aveva l'abitudine di preparare il corredo funebre e di condurre riti funebri con l'accompagnamento della musica. Altre usanze seguite in passato includevano i canti per celebrare la fine del periodo di lutto dopo la morte, e portare il lutto per tre anni. I riti del Baekje erano simili a quelli osservati nel Goguryeo.
Sulla base di alcuni documenti ritrovati, si presume che in Silla i partner si inchinassero l'uno all'altro e che la festa nuziale fosse simile al matrimonio confuciano. Nelle Cronache dei Tre Regni, inoltre, viene riportato che ci fosse un periodo stabilito per indossare abiti da lutto e tenere riti funebri. In Silla la sepoltura nei cimiteri fu vietata per un periodo di cinque anni durante il regno del re Jijeung, quando fu stabilita la legge sul lutto.

### Goryeo
All'inizio del periodo Goryeo, nella penisola coreana arrivarono immagini sui riti confuciani dalla dinastia Song. Durante il regno di Seongjong, le principali istituzioni del regno furono riorganizzate secondo il sistema confuciano e furono adottati i rituali confuciani cinesi. Sembra che pratiche confuciane fossero seguite solo dalla classe superiore, senza un'osservanza sistematica da parte del popolo. I riti confuciani iniziarono a diffondersi, e nel tardo periodo Goryeo i funzionari accettarono attivamente il Garye, uno dei testi cinesi sull'etichetta.

### Joseon
La dinastia Joseon adottò il neoconfucianesimo come ideologia dominante, pertanto vennero adottati i quattro riti di passaggio, attuando varie politiche per consolidarli. Pertanto, dall'inizio del XVI secolo iniziarono a diffondersi libri relativi di etichetta scritti in stile Joseon. Il governo rese anche obbligatorio che i burocrati si sottoponessero a un esame sui rituali. In particolare, i codici relativi alle istituzioni e alle cerimonie furono compilati proprio durante il periodo Joseon, e queste istituzioni e cerimonie furono rese parte del sistema educativo. Nel XVI e XVII secolo, grazie al lavoro accademico degli studiosi, i rituali coreani raggiunsero una diffusione capillare e vennero riuniti sotto il nome di Gwanhonsangje. Vennero pubblicati più di 200 libri, prova dell'interesse di Joseon per le cerimonie di passaggio di origine cinese, che i coreani non si limitarono a seguire, ma piuttosto riadattarono al contesto di Joseon. Dopo l'invasione giapponese della Corea nel 1592, i Gwanhonsangje divennero dei riti di passaggio universali e solo alla fine della dinastia, con l'arrivo della cultura occidentale, iniziarono a cambiare.

### Dominio giapponese
Nel 1934 il governatore generale della Corea modificò i Gwanhonsangje, dichiarando una "regola sui riti" e obbligando alla loro semplificazione in nome della modernizzazione. Questa regola riconosceva soltanto Hollye, Sangnye e Jerye come cerimonie formali, escludendo Gwallye.

### Epoca moderna
I cambiamenti nella vita quotidiana provocati dall'industrializzazione e dall'urbanizzazione hanno portato all'accettazione da parte della società di molti cambiamenti ai rituali, inclusi riti funebri e di lutto più brevi e una riduzione del numero di servizi. La cerimonia nuziale è diventata un evento e, di conseguenza, ha acquisito sempre più importanza la pianificazione del matrimonio. Tra le nuove professioni, è emersa quella del direttore funebre, con sale dedicate e compagnie di pompe funebri che si occupano di tutti i preparativi. Questi nuovi fornitori di servizi professionali assumono il ruolo della persona che dovrebbe officiare il rito secondo la tradizione, garantendo il regolare svolgimento anche nel caso in cui tale persona non abbia esperienza nel metodo o nelle procedure rituali.

## I quattro riti

### GwallyeeGyerye

#### Celebrazione tradizionale

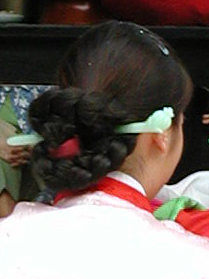
Ragazza con una binyeo tra i capelli.

Il Gwallye (관례?, 冠禮?) era la cerimonia che festeggiava il raggiungimento dell'età adulta dei membri maschi della società, il che avveniva al compimento dei vent'anni o al matrimonio. I festeggiamenti dovevano aver luogo in un giorno di buon auspicio, oppure, in alternativa, durante il primo mese dell'anno, o ancora il primo giorno del quarto o del settimo mese. Come officiante veniva scelto un amico del nipote più anziano del capo della famiglia a cui apparteneva il ragazzo maggiorenne. Durante la cerimonia, il ragazzo raccoglieva inizialmente i capelli in due top knot, indossando una veste detta sagyusam e delle scarpe colorate; in seguito acconciava i capelli in un unico top knot che copriva con un copricapo nero chiamato chipogwan, tenendo l'acconciatura in posizione con una bacchetta. Si toglieva quindi il sagyusam e lo sostituiva con una veste da studioso, stretta in vita da una fascia. Le calzature colorate venivano invece cambiate con altre di colore nero. Indossato un cappello a cilindro chiamato gat, il festeggiato si toglieva la veste da studioso e indossava una tunica bianca con cintura. Questa veniva sostituita da una veste blu cinta da una fascia nera nel momento in cui il festeggiato indossava un copricapo confuciano. L'officiante gli assegnava inoltre un nome di cortesia, dopodiché il padre del ragazzo lo accompagnava fino al santuario di famiglia per riferire l'evento agli antenati.
Il Gyerye (계례?, 筓禮?) era invece la cerimonia per l'ingresso nell'età adulta delle ragazze, che avveniva al compimento dei quindici anni o se si dovevano sposare. Il rito seguiva lo stesso schema di quello maschile. Durante il Gyerye la festeggiata indossava un binyeo, una forcina ornamentale, insieme ad altri capi di abbigliamento.

#### Celebrazione moderna
L'industrializzazione e l'urbanizzazione hanno portato alla caduta in disuso dei costumi tradizionali. Per impedirne la completa scomparsa, è stato sviluppato un modello moderno di celebrazione, sostenuto principalmente dal Ministero della cultura e del turismo a partire dal 1999, e dal Ministero dell'uguaglianza di genere e della famiglia dal 2014. Il terzo lunedì di maggio è stato designato Giorno della Maggiore Età, e in questa giornata il Ministero organizza un semplice evento collettivo alla Sungkyunkwan University per tutti i giovani che hanno compiuto diciannove anni, la soglia della maggiore età stabilita con una riforma nel 2013.
Oltre alle cerimonie organizzate dallo Stato, se ne tengono altre in casa, offrendo regali ai festeggiati. Generalmente gli amici festeggiano il Giorno della Maggiore Età regalando rose, profumi o altro. Le rose simboleggiano la passione e l'amore e spesso ne vengono donate tante quanti gli anni compiuti, mentre il profumo rappresenta i bei ricordi.

### Hollye

#### Cerimonia tradizionale

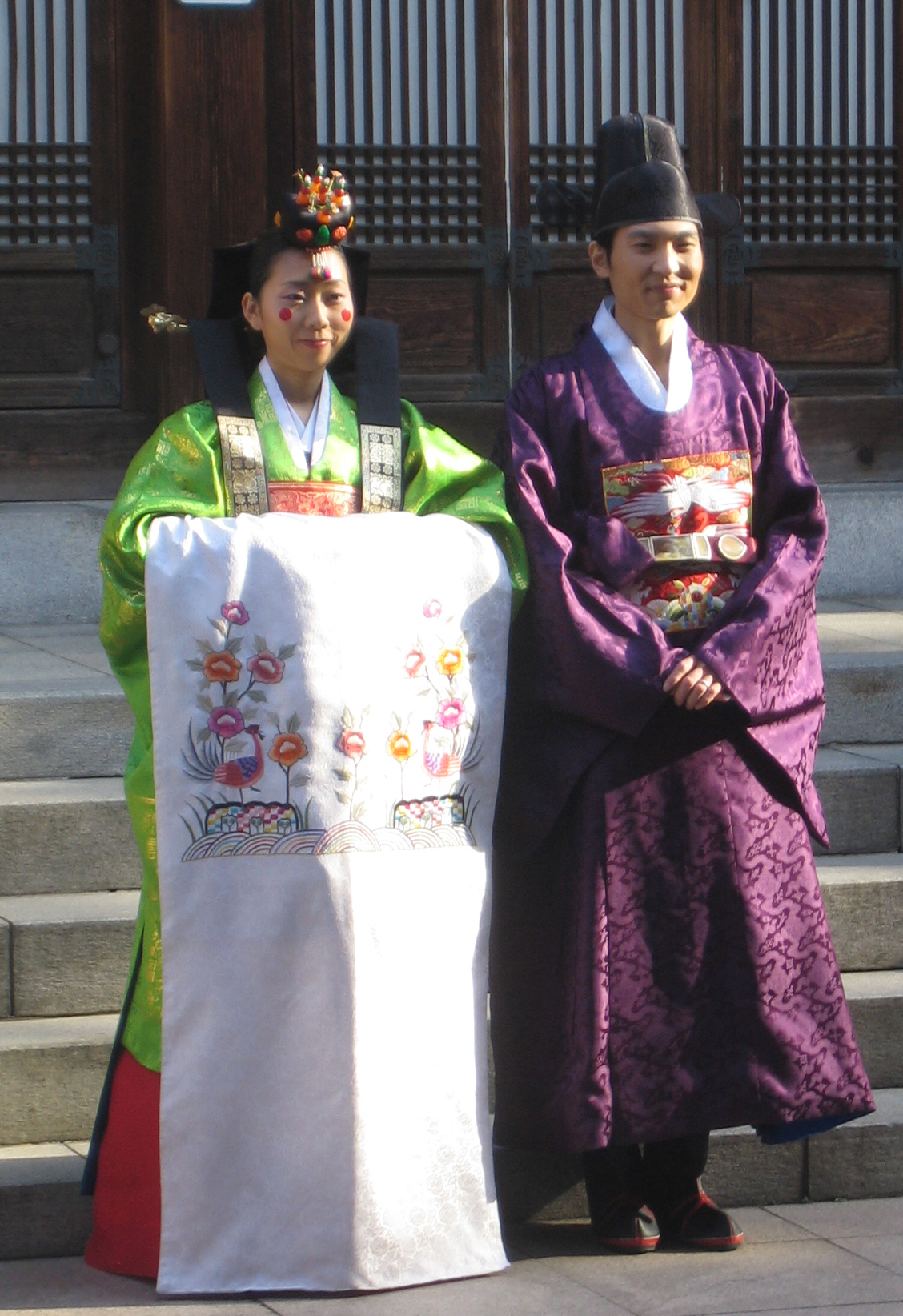
Hollye, il matrimonio tradizionale coreano.

Hollye (혼례?, 婚禮?) è il matrimonio tradizionale confuciano, che non include soltanto la cerimonia nuziale vera e propria: ha infatti inizio con le trattative matrimoniali e si conclude con la visita della sposa alla casa paterna dopo le nozze.
Il primo passo era inviare, tramite un sensale, una proposta di matrimonio alla famiglia della sposa insieme al Sajudanja (사주단자?, 四柱單子?), un documento contenente i dati oroscopici (ora, giorno, mese e anno di nascita secondo il calendario lunare) dell'aspirante sposo. La compatibilità della futura coppia era determinata anche da altri elementi come aspetto fisico, educazione e carattere, oltre che dal lignaggio: le unioni tra membri dello stesso bon-gwan, o clan, erano infatti proibite. Gli abitanti del Jeolla Meridionale accompagnavano il Sajudanja con alcuni doni, tra cui la stoffa sufficiente per realizzare una giacca e una gonna per la sposa. Lettera e regali erano avvolti in un panno di seta a doppio strato, uno rosso e l'altro blu. In caso di risposta affermativa, la famiglia della sposa comunicava per lettera ai futuri parenti il giorno delle nozze, che doveva essere lontano di almeno un anno da un periodo di lutto; lo sposo ringraziava inviando una scatola, chiamata ham, il cui valore avrebbe coperto le spese di organizzazione delle nozze. Quando il pacco giungeva a destinazione veniva posato su un tavolo, dopodiché la famiglia s'inchinava due volte verso nord e si preparava la cerimonia, che si teneva di norma nel cortile della casa della sposa. Al suo arrivo, lo sposo donava al futuro suocero un fagiano vivo, sostituito in tempi successivi da un'anatra di legno. Gli sposi s'inchinavano l'uno all'altra, condividevano del liquore e si ritiravano quindi nella camera matrimoniale: era poi tradizione porre domande imbarazzanti allo sposo su cosa fosse successo durante la prima notte di nozze, e legarlo a un palo per frustargli le piante dei piedi se non si era soddisfatti delle sue risposte.

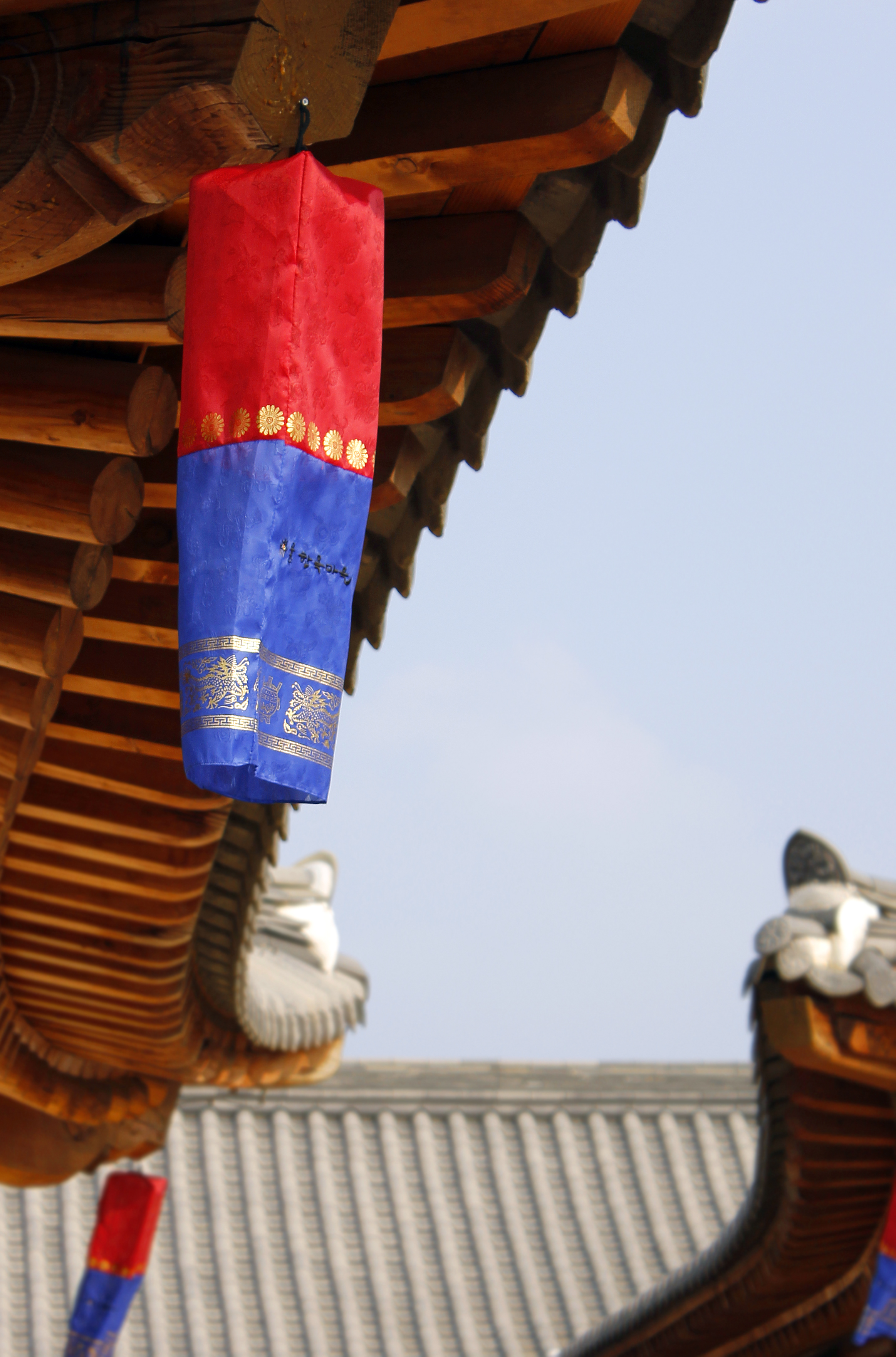
Lanterne di carta blu e rosse per un matrimonio.

Dopo il matrimonio la moglie si trasferiva dalla propria casa da nubile a quella dello sposo, dove avrebbe trascorso il resto della sua vita, compiendo un viaggio chiamato sinhaeng (신행?, 新行?). Le tempistiche della partenza variavano notevolmente, dal giorno stesso delle nozze a tre giorni, fino a un mese o anche un anno. Durante l'attesa, previa autorizzazione dei suoceri, il marito andava a trovare la moglie alla sua casa da nubile portando con sé doni commestibili come i tteok: le sue visite prendevano il nome di jaehaeng (재행?, 再行?) e il loro numero e frequenza dipendevano da quanto tempo sarebbe trascorso prima del trasferimento della sposa, che sarebbe avvenuto durante un giorno di buon auspicio. Accompagnata dal padre, che avrebbe poi pernottato a casa del genero, la donna viaggiava su una portantina pubblica presa in affitto dalla propria comunità locale. In una rara infrazione alle usanze tradizionali, il corteo nuziale dei cittadini comuni era allo stesso livello di quello della nobiltà. La portantina era contrassegnata da una fascia di cotone legata a forma di X tutt'intorno al veicolo, tranne che sul davanti, oppure da una pelle di tigre, solitamente riservata ai funzionari di alto rango, stesa sul tettuccio. I cuscini erano confezionati anch'essi con pelle di tigre, oppure di leopardo, cane o agnello in base al rango. L'esterno era decorato da immagini di uccelli, animali o pesci a coppie, che simboleggiavano armonia e fecondità coniugale. Gli sposi indossavano lo stesso abbigliamento dei nobili anche se erano cittadini comuni: la donna portava il hwarot, un abito cerimoniale, mentre l'uomo il dallyeong (una veste con girocollo), un cappello, la cintura e un paio di stivali. Il corteo che accompagnava la processione della portantina era guidato dallo sposo, seguito dai familiari anziani della nuova coppia, dagli assistenti alla cerimonia e dai portatori di lanterne, blu e rosse come quelle usate normalmente solo dai funzionari di alto rango. Se la casa dello sposo non era lontana, la sposa usava una sola portantina, altrimenti a metà strada si spostava su una seconda mandata dalla famiglia del marito. All'arrivo, i portatori dovevano attraversare un fuoco di paglia acceso in cortile prima di entrare in casa, in base alla credenza che ciò avrebbe impedito agli spiriti maligni di seguirli all'interno. La sposa consegnava quindi alla suocera un barattolo di riso glutinoso, simbolo del desiderio della coppia di vivere "appiccicata", da cucinare e condividere con l'intera famiglia il terzo giorno dopo il suo arrivo, durante una grande festa a cui i vicini contribuivano con riso o gamju (una bevanda di riso dolce).

#### Cerimonia moderna
I costumi tradizionali sono stati conservati nelle zone rurali della Corea anche con l'arrivo dell'epoca moderna. L'anno di attesa prima del sinhaeng è stato osservato fino agli anni Cinquanta, dopodiché si è affermato il trasferimento nel giorno stesso delle nozze. Anche la tradizione della portantina ha subito delle modifiche con l'introduzione dei moderni mezzi di trasporto: la sposa compiva infatti il suo viaggio in treno o in automobile, salendo sulla portantina solo all'ingresso del villaggio del marito. Nelle campagne questa tradizione è sopravvissuta fino agli anni Ottanta, quando i matrimoni in stile occidentale sono diventati la norma.

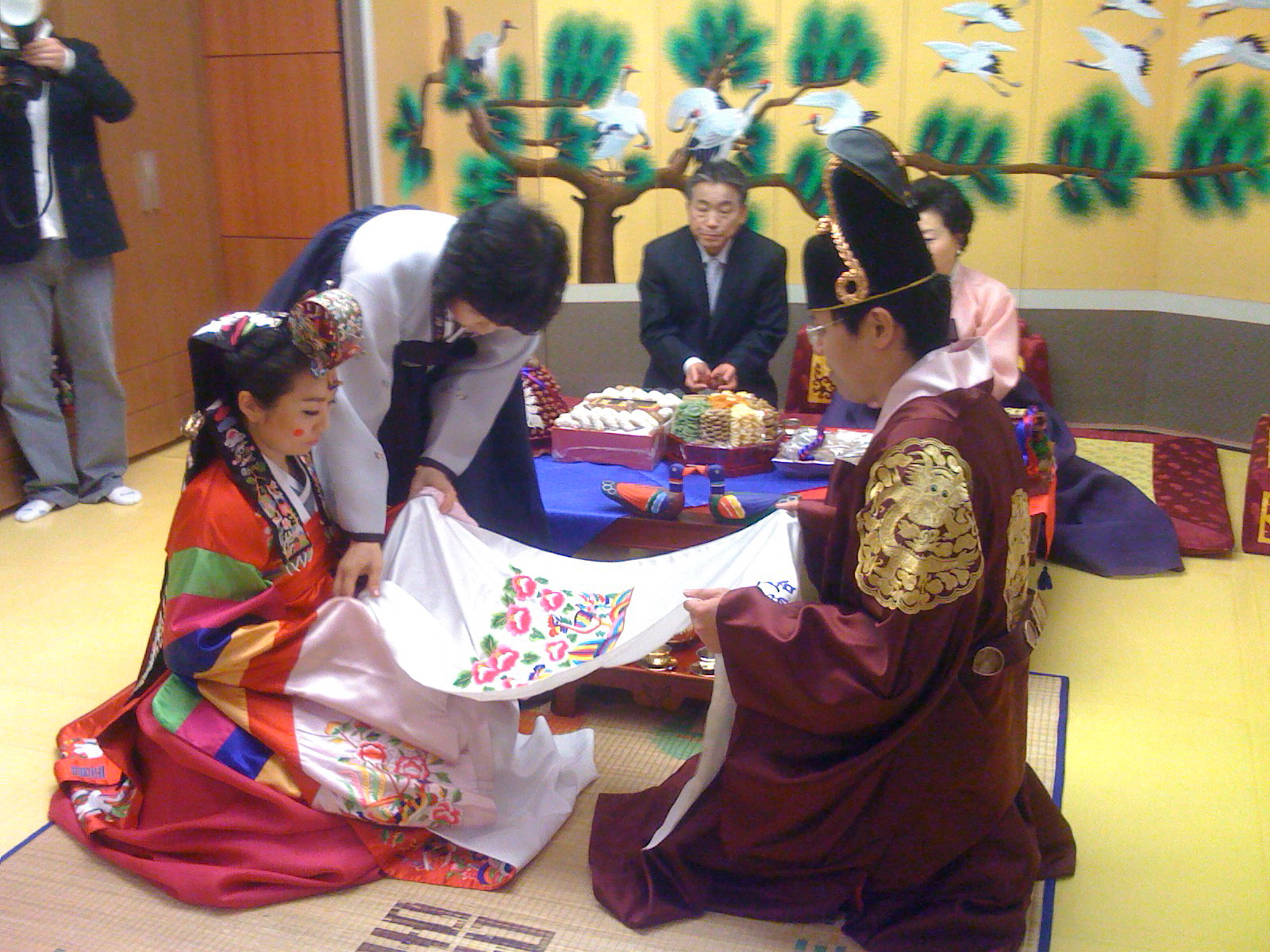
Pyebaek.

I matrimoni moderni vengono solitamente celebrati da un officiante in una sala per ricevimenti, dotata di una stanza separata per il pyebaek, un profondo inchino che la sposa rivolge ai suoceri come saluto formale, insieme ad alcuni regali. Diffusa è inoltre l'usanza di scambiarsi doni in denaro per esprimere la solidarietà della comunità. Le nozze sono accompagnate da un ricevimento e da una festa d'inaugurazione della casa dei novelli sposi.

### Sangnye
Il Sangnye (상례?, 喪禮?) è la cerimonia che accompagna la sepoltura del defunto. Come in altre culture, nella tradizione coreana la morte non è semplicemente la fine della vita biologica, ma implica anche il passaggio dello spirito a un altro mondo, una credenza che si riflette in diversi passaggi del Sangnye.

Il Sangnye può essere celebrato secondo diversi "stili", come quello sciamanico, quello buddhista, quello confuciano o quello cristiano, che possono anche essere combinati tra di loro. Il rito confuciano è considerato il più tradizionale, ed è il più praticato in epoca moderna. Oltre che a disporre del cadavere, i riti che compongono il Sangnye servono a salutare il defunto e ad accompagnare i parenti nella successione del lignaggio familiare: per questo durano tre anni, durante i quali il dolore per la perdita diminuisce gradualmente finché il capo piagnone può tornare a svolgere il proprio ruolo di capofamiglia.

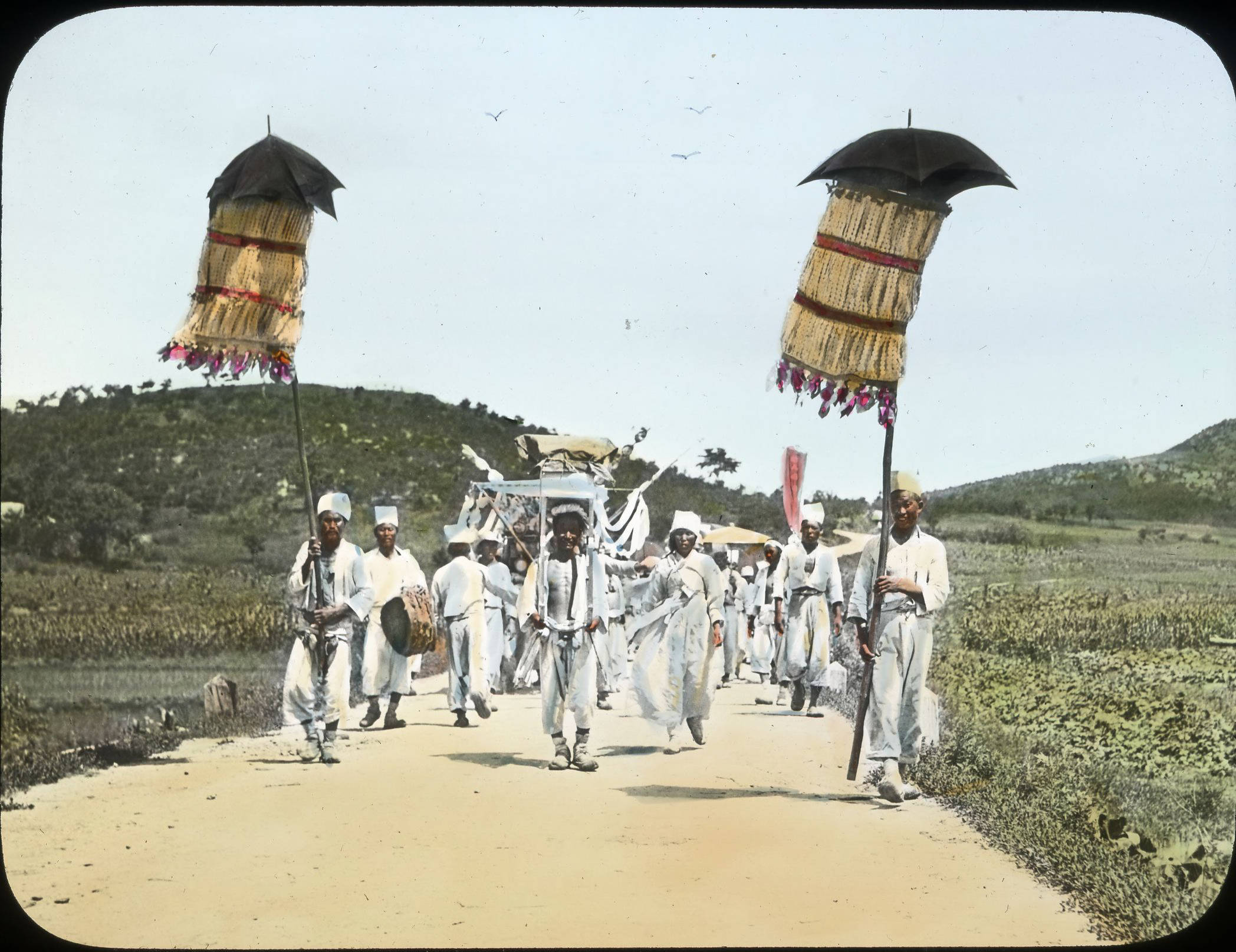
Funerale coreano agli inizi del XX secolo.

Tradizionalmente, il funerale confuciano si svolgeva in diciannove stadi:
1. Viene confermata la morte;
2. Nel giorno della morte, il cadavere viene lavato e vestito con il sudario (su-ui);
3. Nel secondo giorno dalla morte, il cadavere viene avvolto in un telo di canapa;
4. Nel terzo giorno dalla morte, il cadavere viene deposto nella bara (sangyeo), il cui aspetto muta in modo significativo a seconda del luogo, dei gusti personali e dello status della famiglia. La parte superiore viene coperta con un telo (angjang) bianco, rosso o blu sul quale sono spesso rappresentate delle nuvole. Agli angoli sono appese delle lanterne, simbolo della luce che deve guidare lo spirito del defunto nel viaggio verso l'oltretomba. Il corpo della bara viene spesso dipinto e il bordo è decorato con figure lignee di persone, animali o fiori: le immagini più ricorrenti sono il drago e la fenice, animali di buon auspicio che hanno il compito di proteggere lo spirito. Questo compito è anche affidato alle molteplici figure umane rappresentate, chiamate ggokdu. Un'altra decorazione ricorrente sono i fiori di loto, che simboleggiano la rinascita nella terra pura secondo le credenze buddhiste;[15]
5. Nel quarto giorno dalla morte, viene scelto il capo piagnone;
6. Iniziano ad essere presentate le condoglianze;
7. Il capo piagnone riceve la condoglianze;
8. Vengono scelti luogo e data della sepoltura;
9. Nel giorno che procede la processione funebre, si svolgono i riti funerari per salutare il defunto. Tramite un rito chiamato chohon, lo spirito viene trasferito nell'indumento indossato sulla parte superiore del corpo, che poi viene nuovamente trasferito nell'honbaek, una piccola lapide memoriale temporanea;[16]
10. La bara viene portata in processione fino al luogo della sepoltura. Un drappo di canapa chiamato gongpo, lungo circa 90 centimetri, viene appeso a un bastone di bambù e portato come stendardo davanti alla bara durante la processione. L'incaricato di portare il drappo ha anche il compito di informare chi lo segue delle condizioni della strada, agitando il gongpo a destra e sinistra o alzandolo e abbassandolo. Il drappo viene poi usato per spolverare la bara prima che venga calata nella fossa;[17]
11. Accompagnata da un rito, la sepoltura ha luogo deponendo la bara nel terreno e trasferendo lo spirito dell'honbaek alla lapide definitiva, la sinju;[16]
12. I familiari del defunto portano a casa la sinju e l'honbaek;
13. Si tengono tre riti funerari dopo la sepoltura. La lapide temporanea viene seppellita o bruciata. Le famiglie che non preparano una sinju conservano la honbaek per tutto il periodo di lutto, quindi tre anni;[16]
14. La famiglia del defunto interrompe i lamenti funebri formali;
15. La lapide memoriale viene posta nel tempio per la venerazione;
16. Nel primo anniversario della morte, viene organizzato un rito funerario per placare il dolore del capo piagnone;
17. Nel secondo anniversario della morte, viene organizzato un rito funerario. Il giorno precedente vengono riscritte le lapidi conservate nel tempio di famiglia per accogliere la nuova generazione di antenati (ovvero coloro che sono morti più recentemente), mentre le lapidi delle generazioni più antiche vengono rimosse. La cerimonia inizia con un'offerta di vari cibi, vino e frutta, mentre si informano gli spiriti del cambiamento che sta per avvenire. È il capofamiglia stesso a spostare le tavolette, una alla volta, da est verso ovest. Nel giorno dell'anniversario vero e proprio, viene offerto del liquore agli spiriti degli antenati per salutarne l'uscita dal tempio. Dopo, una nuova lapide viene portata nel tempio e posta nello spazio che è stato liberato all'estremità più a est;[18]
18. Nel 27º mese dalla morte, viene organizzato un ultimo rito funerario. Trascorsa un'ulteriore stagione, la famiglia può tornare alla normale vita quotidiana;
19. Viene organizzato un rito funerario per cambiare il nome del defunto sulla lapide memoriale e seppellire la lapide memoriale del terzo bisnonno, che viene così tolta dal tempio di famiglia. Prima di tutto, il capofamiglia sceglie una data di buon auspicio e, tre giorni prima della cerimonia, si lava il corpo. Informa quindi il defunto che la sua lapide verrà posta nel tempio, nel quale, nel frattempo, viene fatto posto. I partecipanti indossano abiti di buon auspicio e preparano le offerte, seguendo una serie di passaggi ben precisi: innanzitutto si porge rispetto allo spirito del defunto, che viene evocato, poi si offre il liquore e si attende finché gli spiriti non hanno ricevuto abbastanza cibo. La porta viene chiusa per dar modo agli spiriti di mangiare il cibo offerto, poi riaperta per annunciare il termine del pasto. Viene dato quindi l'ultimo saluto all'antenato la cui lapide viene tolta dal tempio, e si portano via le offerte di cibo. La cerimonia si conclude con la sepoltura della lapide che è stata rimossa. I familiari possono quindi smettere il lutto e tornare a vivere e vestirsi normalmente.[19]

### Jerye

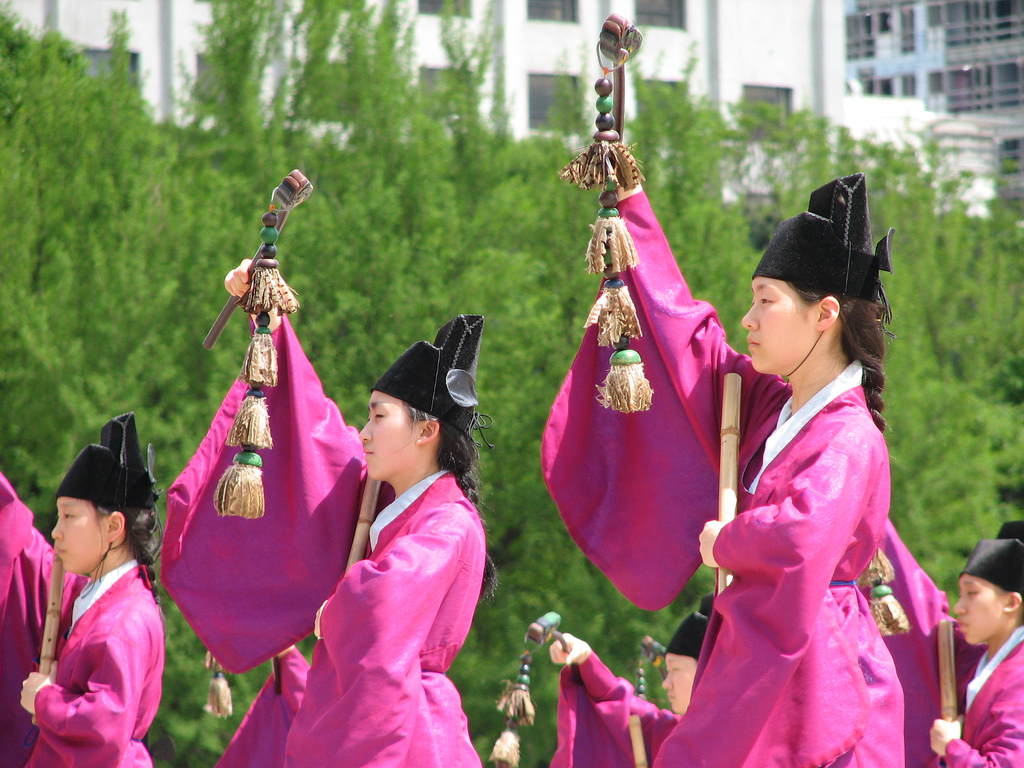
Rituale Jerye al tempio di Jongmyo.

Il nome Jerye (제례?, 祭禮?) viene usato per indicare i riti funerari e legati al culto degli antenati, come informarli degli eventi significativi che accadono in famiglia, o visitare il tempio dove sono conservate le loro lapidi al mattino e alla sera. Si crede infatti che, così facendo, si riceverà il benestare degli avi e i bambini impareranno la pietà filiale e il rispetto per le generazioni che li hanno preceduti. Vennero importati dalla Cina durante il periodo Joseon, con spiccate differenze tra regioni e famiglie poiché le descrizioni erano vaghe e i testi in cinese richiedevano di essere interpretati e adattati ai costumi locali.
L'organizzazione dei Jerye segue regole ben precise, a cominciare dal Jaegye, la purificazione di corpo e anima, e dalla preparazione delle lapidi nel tempio il giorno prima del rito. Particolare attenzione è rivolta alle offerte di cibo: ad esempio, è proibito cucinarle con ingredienti acquistati in sconto, oppure assaggiarle in anticipo. Tradizionalmente, consistono di riso al vapore, zuppa o brodo, noodles, carne o pesce essiccati e alla griglia, salse, kimchi senza peperoncino, gnocchi di riso di varietà pyeon, sei tipi di frutta (castagne, giuggiole, pere, cachi e frutta di stagione – escluse le pesche, in quanto si crede che allontanino gli spiriti) e liquore di riso jeongjong. Passata la mezzanotte, le offerte vengono disposte sull'altare: in prima fila le coppe per il liquore con i cucchiai, il riso al vapore e la zuppa; in seconda fila il brodo; in terza fila la carne, il pesce e le verdure a fette e alla griglia, con i pyeon all'estrema destra; in quarta fila la carne essiccata, le salse, le verdure e il pesce in conserva insieme al sikhye, una bevanda di riso dolce, sulla destra; in quinta e ultima fila la frutta. Gli spiriti degli antenati vengono convocati bruciando dell'incenso, che attira energia positiva, mentre l'energia negativa viene scacciata versando il liquore in un barattolo di sabbia. La sala viene poi lasciata vuota per permettere agli spiriti di consumare le offerte, i cui avanzi vengono sparecchiati al termine del rito.
In epoca moderna, i Jerye hanno subito delle semplificazioni, come rendere omaggio a più di un antenato allo stesso tempo, o celebrarli alla sera anziché durante le prime ore del giorno per rispondere alle esigenze lavorative dei partecipanti.